# Лерон Кларк
Лерон Ефраїм Кларк (англ. Lerone Ephraime Clarke; нар. 7 липня 1981) — ямайський легкоатлет, який спеціалізувався в бігу на короткі дистанції.

## Спортивні досягнення
Чемпіон світу з естафетного бігу 4×100 метрів (2009, виступав у попередньому забігу). Фіналіст (4-е місце) з естафетного бігу 4×100 метрів на чемпіонаті світу (2005).
Чемпіон Панамериканських ігор з бігу на 100 метрів (2011).
Чемпіон Ігор Співдружності з бігу на 100 метрів (2010). Срібний призер з естафетного бігу 4×100 метрів на Іграх Співдружності (2010).